# آسياميبا
آسياميبا (الاسم العلمي: Asiamoeba) هي جنيس من المتصورة،  تتبع جنس متصورة.